# Martin Dohlsten
Martin Axel Julius Dohlsten, född 29 april 1986 i Karl Johans församling i Göteborg, är en svensk före detta fotbollsspelare som avslutade karriären med Utsiktens BK.

## Biografi
Dohlsten är uppvuxen i Majorna i Göteborg. Hans far, skådespelaren Ulf Dohlsten, hejade på Örgryte IS, men Martin och hans två bröder blev samtliga gaisare. Han började spela fotboll i Masthuggets BK, som senare slogs ihop med Skogens IF. Som ung var han en stor talang och togs ut i Göteborgs stadslag. Han fick även chansen i pojklandslaget, men trivdes inte i laget och tackade nej till vidare uttagningar.
2003 värvades den 16-årige Dohlsten av Gais, som då låg i division II. Han fick spela fem matcher (två mål) när Gais tog sig upp i Superettan 2004. I Superettan fortsatte han att få en del förtroende, med elva matcher (inga mål) 2004 och sju matcher (inga mål) 2005. Sistnämnda år gick Gais upp i Allsvenskan, och Dohlsten spelade tolv allsvenska matcher (två mål) 2006 och 14 (inga mål) 2007.
Han lyckades dock aldrig bli helt ordinarie i Gais, och kände inför säsongen 2008 att han behövde en nytändning i karriären. Han flyttade därför till Gais lokalrival Örgryte IS i Superettan, och var redan sin första säsong med och spelade upp klubben i Allsvenskan 2009. Örgryte åkte dock ur Allsvenskan direkt, och Dohlsten fortsatte därefter i Superettanlaget Ljungskile SK, där han 2010 skrev på ett halvårskontrakt. Under sommaren lyckades parterna inte komma överens om en förlängning, och i stället värvades Dohlsten till isländska UMF Selfoss, där han spelade säsongen ut. Han var därefter klubblös till och med sommaren 2011, då han värvades av Utsiktens BK. På grund av en fotskada avslutade han sin karriär efter säsongen 2013.
Samtidigt med fotbollskarriären studerade Dohlsten. Han tog kandidatexamen i både folkhälsoarbete och i globala utvecklingsstudier vid Göteborgs universitet och därefter en magister i infektionssjukdomar i katastrofområden. Han har senare bland annat arbetat i Mali och Rwanda, samt med barnhälsa i Lilongwe i Malawi.